# 훔블루스

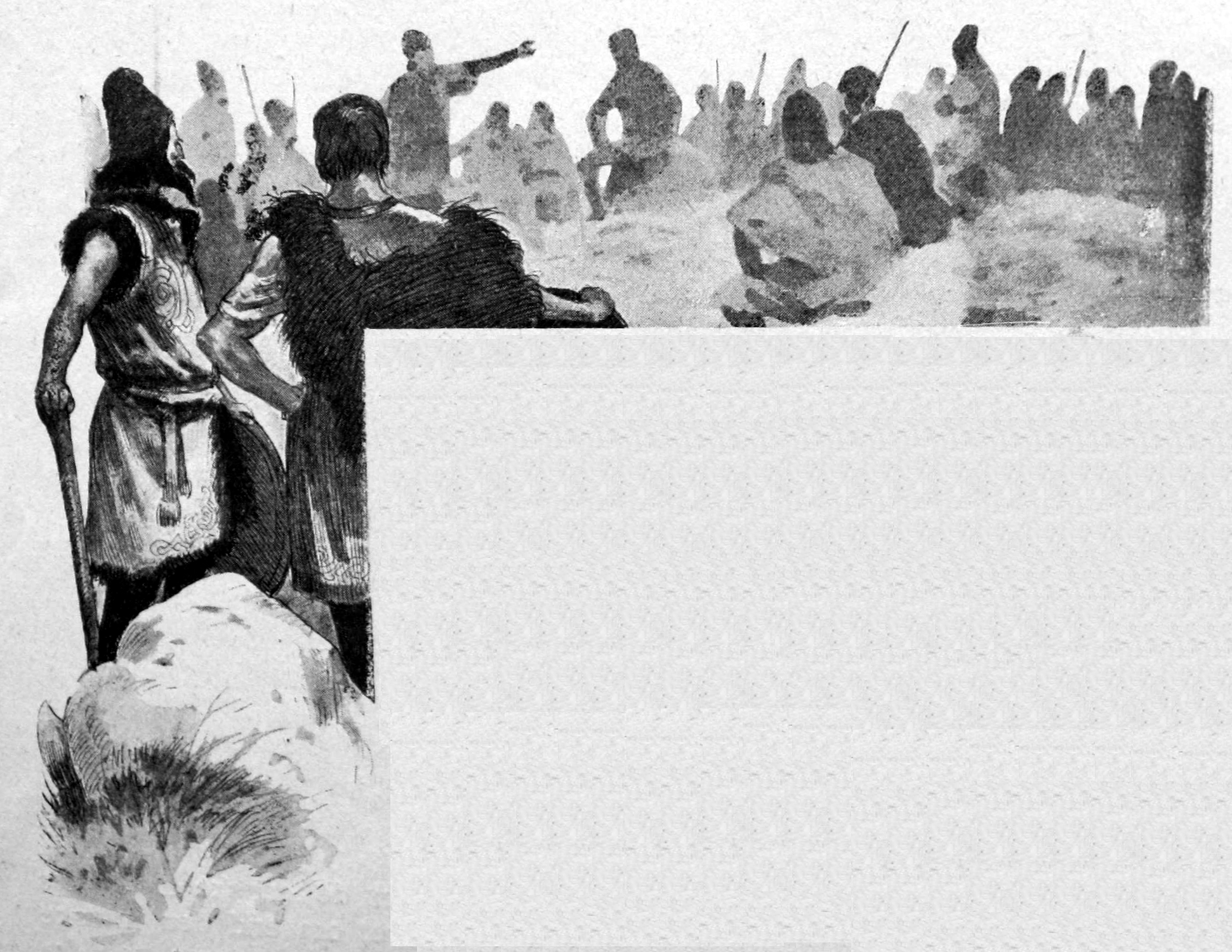

훔블루스(라틴어: Humblus)는 삭소 그라마티쿠스의 《데인인의 사적》에 나오는 데인인의 극초기 왕들 중 하나이다. 단 1세의 아들로, 부왕이 죽자 선거를 통해 왕으로 선출되었으나 동생 로테루스가 쿠데타를 일으켜 축출되었다. 왕위를 내놓는 조건으로 목숨만은 부지했다고 한다.
《헤르보르와 헤이드레크의 사가》의 훈족 왕 후믈리는 훔블루스와 그 원형이 동일할 가능성이 있다.
| 전임 단 1세 | 제2대 데인인의 왕 | 후임 로테루스 |